# Deep (песня)
«Deep» (с англ. — «Глубоко») — песня, записанная американской индастриал-рок-группой Nine Inch Nails специально для саундтрека к фильму «Лара Крофт: Расхитительница гробниц».

## Обзор
В июне 2001 года композиция была выпущена как промосингл на компакт-диске, и для радиоротации в поддержку саундтрека и самого фильма. На CD-издании сингла представлены альбомная и радиоверсия «Deep». Существует также инструментальная версия песни, которая была доступна на сайте remix.nin.com. Сингл не вошёл в систему нумерации релизов Nine Inch Nails Halo и не был представлен ни на одном студийном альбоме группы, несмотря на то, что на композицию снят официальный видеоклип.

### Видеоклип

Кадр из клипа «Deep»

Музыкальное видео снято в мае 2001 года ирландским режиссёром Энда МакКаллион. В нём не задействована Анджелина Джоли — исполнительница главной роли в кинокартине, так как видео не связано с сюжетом последней.
В клипе Трент Резнор играет роль грабителя. Вместе с девушкой-соучастницей он крадёт ящики национального монетного двора, предполагая, что в них большая сумма денежных средств или ценности. В спешке грабители уезжают (при этом на разных машинах). Затем воры пытаются вскрыть ящики, однако в них содержатся высокотоксичные коррозионные красители, которые начинают разбрызгиваться на Резнора и на его помощницу. Чтобы предупредить друг друга об опасных ящиках, грабители едут навстречу, но их автомобили сталкиваются лоб в лоб. После аварии Резнору удаётся выбраться из разбитой машины. Он находит девушку-сообщницу, лежащую на асфальте без сознания. В начале видеоклипа присутствует фрагмент эфира выпуска новостей, в котором ведущая рассказывает о появлении ядовитых красителей и об их воздействии на человека в случае попадания на кожу.
Трансляция клипа стартовала 13 августа 2001 года на музыкальном канале MTV Europe Там видео приобрело некоторую популярность, хотя во многочисленных интервью Трент Резнор говорил, что остался разочарован работой Энды МакКаллион.

## Список композиций
| №  | Название                  | Автор(ы)     | Длительность |
| -- | ------------------------- | ------------ | ------------ |
| 1. | «Deep» (радиоверсия)      | Трент Резнор | 3:35         |
| 2. | «Deep» (альбомная версия) | Трент Резнор | 4:08         |

## Участники записи
- Трент Резнор — вокал, музыка/слова, продюсирование
- Том Бейкер — мастеринг
- Алан Молдер, Питер Афтерман — продюсирование

## Позиции в чартах
| Чарт (2001)                | Высшая позиция |
| -------------------------- | -------------- |
| Hot Modern Rock Tracks     | 18             |
| Hot Mainstream Rock Tracks | 37             |